# 康橋雙語學校
康橋國際學校（英語：Kang Chiao International School，縮寫：KCIS）是台灣康軒文教事業旗下的K-12私立國際學校，共有秀岡校區、青山校區、康軒校區、內湖校區、新竹校區、林口校區與中國大陸昆山校區、合肥校區、西安曲江校區、台州校區、常熟校區。大多數的康橋國際學校畢業生選擇在美國就讀大學，部份學生則選擇就讀其他國家大學或台灣的大學，主要是以中學部（雙語部）及國際部來區分想就讀。
在大陆地区同样开展“国内版”勤敏班，为国内的学生提供另一种选择。
原名康橋雙語中小學（Kang Chiao Bilingual School），更原名為財團法人台北縣私立康橋實驗國民小學。

## 學制

### 幼稚園/幼儿园
- 康軒校區
- 內湖校區
- 秀岡校區（－2010年）
- 青山校區（2010年－）
- 林口校區（2017年－）[1]
- 新竹校區（2018年－）
- 昆山校區
- 合肥校区
- 台州校区

### 小學
- 民國91年學年度開始授課。
- 2010年搬遷至青山校區[2]。
- 2016年新竹校區小學部正式成立
- 2018年林口校區小學部正式開始上課

### 國中、高中
- 2004年成立國中
- 2007年國中部設六班，第一至第五班為升學班（預備基測），第六班為留學班。
- 2009年成立康橋實驗高中
- 2011年改制為康橋高級中學[3]。
- 2016年新竹校區國中部正式成立。
- 2018年林口校區國中部與高中部正式開始上課。
- 2023年昆山康桥校区开设大陆普通高中班级。

### 國際部
- 2009年成立[3]。

## 校訓
- 中文：勤敏卓揚
- 英文：GREAT[4]
  - Global Participants, Responsible Citizens, Effective Communicators, Active Achievers, Thoughtful Leaders.

## 學生組織
- 學生會

## 校舍
康橋原有校舍位於台北縣新店市華城里華城路800號。校舍依山而建，分為小學部、國中部、體育館、兩棟宿舍、自然園區等部分。
兩者中間有400米跑道操場，由於地勢緣故，操場位在小學部旁邊（而非台灣常見的操場位於校舍中間），高度約四、五樓中間。國中部一樓與操場等高，相當於小學部五樓的高度。
小學部為六層樓建築，呈「井」字形：
- 一樓：餐廳、自然教室、音樂教室、電腦教室、廚房。
- 二樓：一般教室、穿堂、國際會議廳（挑高，會占用到三樓）、中庭、美術教室、英文小教室，有空橋通往體育館。
- 三樓：一般教室、總務處、英文小教室、遊戲巷（室外）。
- 四樓：一般教室、小劇場、音樂廳（挑高，會占用到五樓）、校長室、副校長室、教務處、校史室、資訊室、英文小教室。
- 五樓：一般教室、學務處、外語處、英文小教室、迷你露天籃球場。
- 六樓：圖書館。

國中部呈「一」字形，為地下一層、地上五層建築，隔操場與小學部相望。
- 地下：家政教室、自然教室。
- 三樓：戶外有球場。
- 四樓：圖書館。
- 屋頂：露天球場。

體育館為三層樓建築：
- 一樓：多功能室內場地。
- 二樓：游泳池兩座、更衣室。
- 三樓：多功能球場，又用作禮堂。
- 屋頂：露天球場。

宿舍有兩棟，一位在體育館隔壁，另一在小學部對面。
自然園區位於國中部旁側，地勢較國中部又更高，內有池塘、樹林、甲蟲等區域。

## 國外姐妹校與國際交流簽約學校
- 愛許蘭大學[5][6]
- 普林斯頓大學
- 加州大學洛杉磯分校
- 波莫納加州州立理工大學
- 加州大學柏克萊分校
- 賓州大學
- 紐約大學

## 相關組織
- 中學部學生會

## 資料來源
1. ↑  .   [2012-07-08]. （原始内容存档于2012-07-12）.
2. ↑  小學部
的存檔，存档日期2012-07-03.
3. 1 2  . www.kcis.ntpc.edu.tw.   [2020-01-24]. （原始内容存档于2022-01-05）.
4. ↑  . www.kcis.ntpc.edu.tw.   [2018-12-19]. （原始内容存档于2022-01-05）.
5. ↑  .   [2012-04-04]. （原始内容存档于2012-04-11）.
6. ↑  愛許蘭大學官方網站公佈與康橋合作的訊息 的存檔，存档日期2012-03-02.

## 外部連結
- 康橋國際學校 （页面存档备份，存于）
- 康橋國際學校的Facebook專頁